# SCALE-UP (Raum- und Lehrkonzept)

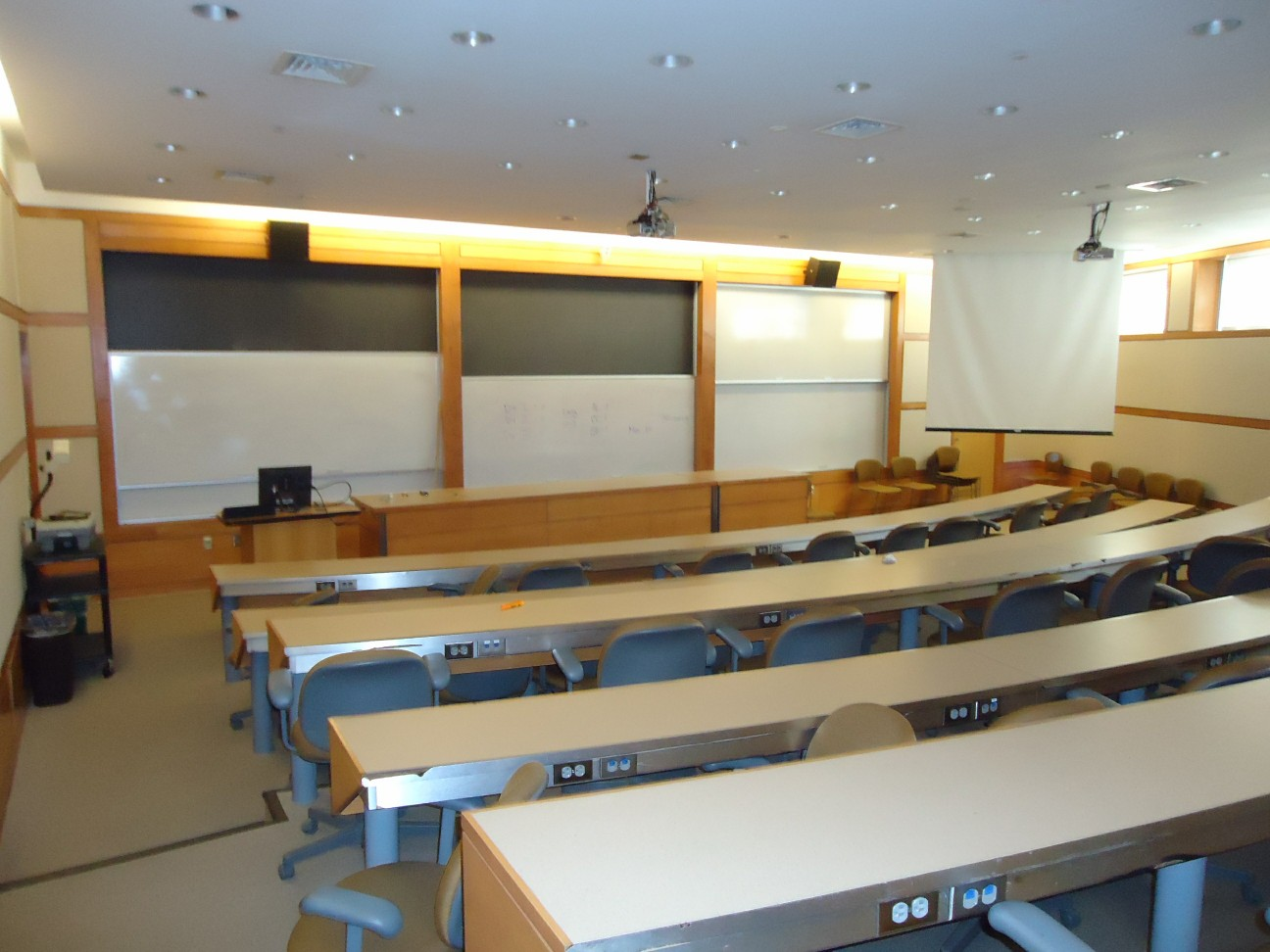
Typischer Hörsaal für große Studierendengruppen an einer Hochschule

SCALE-UP ist ein kombiniertes Lernraum- und Lehrkonzept. Es wurde entwickelt, um aktivierende Lehre und kooperatives Lernen in Lehrveranstaltungen an Hochschulen zu ermöglichen. Das Konzept ist im Jahr 2023 an mehreren hundert Hochschulen weltweit im Einsatz. Räume und Lernaktivitäten sind so gestaltet, dass sie Interaktion und Zusammenarbeit zwischen Studierenden erleichtern. Ein charakteristisches Merkmal von SCALE-UP-Räumen sind Gruppentische, an denen Studierende während der Lehrveranstaltung sitzen und zeitweise zusammenarbeiten.
Als Abkürzung steht SCALE-UP für Student-Centered Active Learning Environment with Upside-down Pedagogies. Die letzten beiden Begriffe weisen auf das Lehrformat Umgedrehter Unterricht als weiteres charakteristisches Merkmal hin.

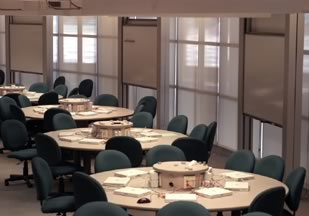
SCALE-UP-Raum für 99 Studierende an der North Carolina State University

## Geschichte
SCALE-UP wurde 1997 von Robert Beichner an der North Carolina State University entwickelt, um Lehrinnovationen in Physikkursen mit hoher Teilnehmerzahl zu ermöglichen. Zu dieser Zeit stand die Bezeichnung SCALE-UP zunächst für „Student-Centered Activities for Large Enrollment Undergraduate Physics“. Die heutige Bedeutung „Student-Centered Active Learning Environment with Upside-down Pedagogies“ bringt zum Ausdruck, dass SCALE-UP inzwischen in der Lehre anderer Disziplinen Verwendung findet. Sie weist zudem auf die didaktische Verbindung von Raumgestaltung und Lehrmethode hin.

## Charakteristische Elemente
Lehrform
Für SCALE-UP typische Lehraktivitäten werden als Tangibles und Ponderables bezeichnet. Bei Tangibles arbeiten Studierende in einer konkreten Situation, indem sie z. B. Messungen durchführen oder Programmcode erstellen. Bei Ponderables handelt es sich um Aktivitäten mit dem Ziel konzeptionelle Unklarheiten bei Studierenden zu beseitigen, z. B. durch Peer Instruction.
Die eigentliche Stoffvermittlung erfolgt zu großen Teilen außerhalb der Kontaktzeit der Lehrveranstaltung durch Umgedrehten Unterricht, meist in der Variante Just-in-Time-Teaching.
In naturwissenschaftlichen und technischen Fächern ersetzt SCALE-UP die traditionelle Aufteilung einer Lehrveranstaltung in Vorlesung, Übung und Labor durch die Integration dieser Komponenten, so dass dieselben Studierenden und Lehrenden bei all diesen Lehrformen im gleichen Raum zusammenarbeiten.
Tische, die die Zusammenarbeit und Interaktion in der Gruppe fördern
Um Gruppenarbeit zu unterstützen, werden eher runde Tische bevorzugt. Studierende können so leichter „die Köpfe zusammenstecken“ und ein Arbeitsblatt bearbeiten oder ein Artefakt untersuchen. Häufig werden kreisförmige, D-förmige oder sechseckige Tische verwendet. Als Faustregel gilt, dass ein Tisch einem Mehrfachen von drei Studierenden Platz bietet. Drei Studierende bilden jeweils eine Gruppe und ein Tisch beherbergt mehrere Gruppen. Der ursprüngliche Entwurf sah elf runde Tische mit neun Studierenden vor. Andere Realisierungen von SCALE-UP haben geringere oder höhere Raumkapazitäten.
Der Raum hat kein ausgewiesenes Vorne
Bei SCALE-UP gibt es keine Vorne im Lehrraum. Damit wird architektonisch zum Ausdruck gebracht, dass Lehrende Gastgeber und Ermöglicher sind, aber nicht die ausschließliche Autorität des Wissens im Raum.
Ein Vorne im Lehrraum würde durch eine Tafel oder Projektionsfläche an einer einzigen Raumseite entstehen. Bei SCALE-UP erfolgt die Projektion in mehrere Raumrichtungen, so dass sie von jedem Arbeitsplatz aus sichtbar ist. Alternativ oder ergänzend werden große Monitore an den Wänden oder Tischen eingesetzt.
Technik
Zur raumübergreifenden Technik gehören Projektoren oder Bildschirme, die so angeordnet sind, dass alle Studierenden eine gute Blickverbindung haben. Das Lehrendenpult ist häufig mit einer Dokumentenkamera ausgestattet. Die Arbeitstische der Studierenden stellen die Arbeitsmittel bereit, die für die Lehrveranstaltung benötigt werden. In der Regel sind dies Steckdosen, je nach Fach aber auch Video- oder Wasseranschlüsse.
Whiteboards für Studierende
Jede Gruppe verfügt über ein Whiteboard als gemeinsame Arbeitsfläche. Dazu können große Whiteboards an den Wänden befestigt sein oder jede Gruppe über ein tragbares Whiteboard verfügen (Abmessungen ca. 80 × 120 cm).

## Wirksamkeit
In verschiedenen Untersuchungen zu Implementierungen von SCALE-UP wurden folgende Veränderungen beobachtet:
- Das Verständnis von fachspezifischen Konzepten verbessert sich.
- Die Problemlösefähigkeit verbessert sich.
- Die Einstellungen von Studierenden gegenüber Fach und Lernen wird besser.
- Die Anwesenheit in der Lehrveranstaltung ist höher als bei Veranstaltungen, die in herkömmlichen Lehrräumen mit traditionellen Lehrmethoden stattfinden.
- Durchfallquoten sinken, insbesondere bei Frauen und Minderheiten (ethnische Minderheiten in den USA).
- Die Durchfallquote von Risikostudierenden in späteren Kursen verringert sich.

Die Begleitforschung zu SCALE-UP untersucht inzwischen auch Faktoren, die die Implementierung von SCALE-UP an Hochschulen begünstigt.